# 卡佩利亚
卡佩利亚，是西班牙阿拉贡自治区韦斯卡省的一个市镇。总面积61平方公里，总人口383人（2001年），人口密度6人/平方公里。